# S4 League
S4 League — игра в жанре слешер, сделанная в аниме-стилистике. Игра имеет несколько игровых серверов и хостингов, один находится в Европе (Aeria, ранее P7S1 и alaplaya), другой в Корее (Pmang), кроме того, есть сервера в Латинской Америке (YUISY) и на Филиппинах (Valofe).
Название игры происходит от четырёх «S», каждая из которых использовалась в своем слове: Stylish, eSper, Shooting, Sports. Stylish — возможность одеть персонажа по своему вкусу; eSper — различные умения, которые невозможны в реальном мире; Shooting — множество оружия, которые можно применять и захватывающие битвы, в которых можно принять участие; Sports — различные по своему типу и назначению режимы и карты.
19 октября 2017 года на европейском клиенте игры вернули русский сервер и локализацию.

## Игровой процесс
S4 League имеет характер, присущий всем корейским играм (таким, как, например, Gunz и eXteel), но все таки она имеет одно большое отличие от них — это в первую очередь Спорт, а не насилие. Жанр игры — слешер.
В игре имеется восемь режимов игры: TouchDown (TD), Team DeathMatch (DM), Сhaser, Battle Royal (BR), Captain Mod (CP), Siege, Warfare, Training и Arcade(Arcade имеет также свои подвиды). Дополнительно можно использовать моды — Sword Mode, Only Guns и All Weapons (для всех режимов кроме Arcade), которые различны типами разрешенного оружия.
У игроков есть 3 слота под оружие, и 1 под специальное умение.
Dead Match — типичный для онлайн игр режим «команда против команды». Задача обех команд — получить как можно больше очков за убийство врагов.
Touch Down — аналог игрового режима Bombing Run из Unreal Tournament 2004. Во время захвата Fumbi (аналог футбольного мяча, лежащий в центре карты) принимает форму мяча над головой игрока, захватившего его. Игрок должен захватить Fumbi и донести его до ворот врага. Fumbi также быстро истощает SP (Силу) игрока, что приводит к невозможности использования умений и ускоренного бега. Fumbi будет висеть над головой игрока, который несёт до той поры, пока игрок не погибнет — если игрока убьют другие игроки, Фумби упадёт на землю, и некоторое время будет находиться там, после чего (если его не подберут) перенесётся обратно в центр карты.
Chaser Mode (один против всех) — в начале каждого раунда выбирается Chaser (игрок с увеличенным здоровьем и силой удара, задача которого — убивать остальных игроков). Так же за чейзером летает «скелет», если чейзер убил всех то всем игрокам даются 0 очков. При этом чейзер может получать по 2 очка за каждого убитого им противника, за отмеченного игрока дают 4 очка. Матч продолжается до окончания времени, или до убийства всех игроков чейзером.
Arcade Mode — местный вариант кампании и борьбы с компьютером. Играют до четырёх человек, смысл режима заключается в том, чтобы пройти 8 уровней, на которых есть обычные монстры и боссы. С увеличением прогресса монстры получают оружие получше, лучше его используют, боссы же становятся более опасными и сильными. У каждого игрока есть своё количество жизней, которые можно потерять посредством большого количества повреждений (В чём-то похоже на автоматы плана House of The Dead, только у жизни есть порог повреждений, после которого эта самая жизнь исчезает). На уровнях режима Arcade Mode выбиваются разнообразные бонусы, некоторые из них могут восстановить полоску жизни, усилить ваше оружие, или на непродолжительное время защитить от повреждений. Если у игрока кончаются всё HP (полоска жизни), для него игра закончена, и он не может войти до окончания (полное уничтожение остальных, или же победа). Как приз даются капсулы.
Conquest — нужно охранять от роботов специальную капсулу. За прохождение дается награда.
Battle Royal — режим, точь в точь похожий на всем известный «free for all» (каждый сам за себя), за исключением одной детали: лидер по очкам отмечается красной мишенью, как в режиме Chaser, и его местонахождение видят все игроки. За убийство «мишени» дают больше очков. Карта просто огромна, есть где развернуться по сравнению с картами для режима Chaser. Цель матча: набрать определённое количество очков, зачастую это 70 (за убийство 2 очка, за убийство лидера — 5).
Captain Mode — в этом режиме команды сражаются в Team Death Match битве, где в начале игры у каждого игрока есть корона капитана. Ваша задача объединить свои силы и победить команду противников, но будьте осторожны! Если Вас убьют, то Вы потеряете корону. Поэтому уничтожьте всех капитанов противников, пока они не сделали это с Вами! Выигрывает команда, которая уничтожает всех капитанов противника и защитила хотя бы одного своего. Капитаны имеют большую полоску жизни, поэтоу их сложнее убить.
Siege Mode — типичный «захват флага». Задача команд — захватить три флага, расположенных по всей карте. За каждый захват даются очки. Выигрывает команда, у которой к концу игры больше очков.
Warfare — новый режим, цель которого заключается в уничтожении «королевы» другой команды. «Королева» управляется компьютером.
Также существуют специальные ограничения для режимов. Sword Mode — тип игры, где игроки могут использовать только ближнее оружие. Как следует из названия, в этом режиме запрещается использование оружия классов «огнестрельное» и «техническое». Так же в нём запрещается использование всех умений, за исключением «+30 или +15 HP», «Dual Mastery», «Skill Mastery». Данное ограничение возможен во всех режимах. Существуют также ограничения как Gun Mode (Только дальнее оружие), Basic Mode (Только основное оружие) и неограниченное оружие.

## Оружие и умения
В S4 League есть множество различного оружия и умений, который позволяют игрокам создавать уникальные стили проведения борьбы.
Все оружие делится на классы:
Ближний бой (meele/sword): Plasma Sword (PS), Counter Sword (CS), Storm Bat(SB), Spy Dagger(SD), Twin Blades(TB), Breaker(BRK), Katana, Sigma Blade, Exo Scythe, Iron Boots, Iron Fist.
Оружия средней дальности: Sub Machine Gun(SMG), Revolver(Revo), Hand gun(HG), Smash Rifle(Smash), Assault Rifle, Burst Shotgun, Gauss Rifle, Homing Rifle, Spark Rifle, Dual Magnum, Light Machine Gun, Heavy Machine Gun, Turret (переносной режим).
Снайперское Оружие / Высокой дальности: Semi Rifle, Cannonade, Railgun, Sharpshooter, Turret (стационарный режим).
Специальное оружие / Разное: Sentry Gun, Senty Nell, Mind Energy, Mind Shock, Rescue Gun, Air Gun, Earth Bomber, Lightning Bomber, Rocket Launcher
Каждое оружие имеет свои плюсы и минусы, начиная от скорости, количества патронов и точности, до урона и дальности.
Попадание в голову противника из любого оружия считается «критическим» (Critical hit) и наносит гораздо более больший урон, чем обычное попадание.
Умений в игре не много, но они не обычны, тем что дают игрокам возможность летать, перемещаться с помощью «кошки»(крюка), +15 hp, +30 Hp (здоровья), 40+ Sp (сила), Пуленепробиваемый Щит, Невидимость, Обнаружение(ники противников видны сквозь стены, а также способность видеть невидимых, а также один игрок дает его всей команде), Строительство стен (blocks), Цепь(связывает противника на 3 секунды), Metallica(значительно повышает защиту, регенерирует здоровье, а также возвращает часть урона врагам, но не дает возможность двигаться и что либо делать).

## Внешний вид
Помимо того, что S4League представляет внушительный для MMO набор оружия и умений, также там можно создать своего в некотором роде уникального персонажа. В игре есть магазин вещей, с помощью которых вы можете украсить своего персонажа как вам больше этого захочется, правда, продаются на прямую там только временные вещи. Что же есть в этом магазине: лица, прически, верхняя одежда, штаны, обувь, перчатки, аксессуары. Также у персонажа есть слот под питомца, которого можно выиграть из G капсул или с ивента. Любой из предметов, за дополнительную стоимость можно модернизировать с помощью Charing функции, что даст им свойства: увеличение урона наносимого вами, уменьшение урона наносимого вам, увеличение HP и SP, и множество другого.
Из Фумби (типо лотереи) или из капсул (I или G типа) можно получить оружие, одежду или питомцев на неограниченный срок («Unlimited»). Неограниченные вещи ломаются со временем использования — так как это все-таки предметы одежды, на игроке, по которому ведется огонь из огнестрельного оружия или ближнего (мечей и т. п.). Так что их нужно регулярно ремонтировать чтобы они функционировали как надо. В большинстве случаев такую одежду достать проблематично, всегда надо следить за этими показателями так как 50 % от общей прочности вещи это починка равная 50 % изначальной стоимости вещи.

## Система подключения
S4 League использует для подключения P2P (Player 2 Player) и P2S2P (Player to Server to Player) протоколы.